# Podbiel (Slovaquie)
Pour les articles homonymes, voir Podbiel.
Podbiel (hongrois : Podbjel) est un village de Slovaquie situé dans la région de Žilina.

## Histoire
La première mention écrite du village date de 1564.

## Démographie

### Évolution de la population
| Année:               | 1994. | 2004.   | 2014.   | 2024.   |
| -------------------- | ----- | ------- | ------- | ------- |
| Nombre de personnes: | 1177  | 1258    | 1277    | 1338    |
| Différence:          |       | +6,88 % | +1,51 % | +4,77 % |

| Année:               | 2023. | 2024.   |
| -------------------- | ----- | ------- |
| Nombre de personnes: | 1329  | 1338    |
| Différence:          |       | +0,67 % |